# القزالي (صنعاء القديمة)

تعديل مصدري - تعديل

حارة القزالي هي إحدى حارات مدينة صنعاء القديمة، بلغ تعداد سكانها 1224 نسمة حسب تعداد اليمن لعام 2004.